# John Lydon
John Joseph Lydon (Londres, 31 de janeiro de 1956), também conhecido como Johnny Rotten, é um cantor, compositor e apresentador de televisão inglês mais conhecido como vocalista das bandas Sex Pistols e PiL.
Uma figura muito controversa, sempre demonstrou desprezo pela família real britânica e outros assuntos, tais como a educação segregada.
Segundo a Q Magazine, "de alguma forma, Lydon assumiu o status de tesouro nacional".
Filho de imigrantes irlandeses de uma área pobre de Londres, a maneira pessoal de se vestir fez o empresário Malcom McLaren o convidar para se tornar vocalista dos Sex Pistols. Com a banda escreveu músicas como "Anarchy in the UK", "Holidays in the sun" e "God save the queen",  cujo letra precipitou o que um comentarista descreveu como o "último e maior surto de pandemônio moral de base pop, na Grã-Bretanha, e a glória máxima do punk". O single dos Sex Pistols, lançado no auge das comemorações do Jubileu de Prata da Rainha Elisabeth II, foi tão inqualificável que os funcionários de uma fábrica de discos se recusaram a prensá-lo, e sua posição, no topo das paradas de sucesso, foi ignorada. "Se hoje em dia, a canção soa gloriosamente irreverente, naquela época, era nada menos que incendiária".
A banda causou agitação de âmbito em grande parte da mídia britânica, que objetava o conteúdo das letras e o jeito bizarro de Lydon, que incluía falar palavrões ao vivo na televisão (nessa mesma ocasião Steve Jones, guitarrista da banda, chamou o apresentador Bill Grundy de fucking rotter). Devido à exposição da banda na mídia, Lydon foi visto como o cabeça do movimento punk pelo público em geral, embora a ideia não tenha sido amplamente sustentada pelo movimento, em si.
Apesar da reação negativa que eles incitaram, a ocasião é considerada como um dos atos mais influentes na história da música popular.
Lydon deixou os Pistols em 1978 para fundar outra banda, o Public Image Ltd. (PiL), que era de natureza muito mais experimental, e que foi descrita  como "provavelmente a primeira banda pós-rock". A banda produziu oito álbuns de estúdio e alguns singles, incluindo "Death disco", "Rise" e "Disappointed", antes do hiato havido em 1993, voltando a se reunir em 2009.
Nos anos subsequentes, Lydon foi apresentador de alguns programas de televisão no Reino Unido, nos EUA e na Bélgica. Em 2004, apareceu na TV britânica, na série I'm a Celebrity...Get Me Out of Here! e em anúncios de uma marca de manteiga. Produziu trabalhos musicais solo, como o álbum de estúdio Psycho's Path (1997) e escreveu duas autobiografias (Rotten - No Irish, No Blacks, No Dogs, de 1994, e Anger Is an Energy, de 2014, cobrindo os anos do PiL). Em 2005, lançou um álbum de compilação, The Best of British £1 Notes. Nos anos 2000, Lydon retomou seu lugar como vocalista dos Sex Pistols e do PiL em algumas turnês.
Em 2015, reativou-se um movimento dos anos 1980 para que Lydon fosse condecorado com a Ordem do Império Britânico por serviços prestados à música, com os Sex Pistols, embora ele tenha recusado condecoração.

## Biografia

### Começo da vida: 1956-1974
De acordo com sua certidão de nascimento, feita dois anos depois de seu nascimento, John Lydon nasceu em Londres — algo que ele admitiu ter suas dúvidas — em 31 de janeiro de 1956. Seus pais, John Christopher Lydon e Eileen Lydon, eram imigrantes irlandeses de classe operária, e se mudaram para um apartamento de 1 quarto com banheiro na rua Benwell Road, Finsbury Park, uma área no norte da cidade. Naquele tempo, Finsbury Park era muito pobre, com altas taxas de criminalidade e população largamente composta por imigrantes da Irlanda e Jamaica, que sofriam de abuso racial e xingamentos das comunidades vizinhas de ingleses nativos. John passava suas férias de verão no Condado de Cork, Irlanda, na casa da família de sua mãe, onde ele era provocado por ter sotaque inglês, um preconceito que ele observa que sofre ainda hoje quando viaja com seu passaporte irlandês.
John é o primogênito de quatro irmãos, os outros são James, Robert e Martin. Mesmo quando criança, sendo o mais velho, John tinha que cuidar dos irmãos porque sua mãe ficava frequentemente doente, devido a vários abortos. Quando criança, viveu próximo a um estado industrial, e podia frequentemente brincar com amigos nas fábricas quando estavam fechadas. Pertenceu a uma gangue local de crianças da vizinhança, tendo às vezes se envolvido em brigas com outros grupos, algo de que ele lembraria mais tarde: "hilários fiascos, nem todos como as facas e armas de hoje. A mesquinharia não era lá. Era mais mais como gritas, atirar pedras e sair correndo rindo. Talvez a realidade era colorida pela minha juventude." Se descrevendo como uma criança muito tímida e reservada que era nervosa como o inferno, ele odiava ir para escola, onde ele recebia punições corporais e onde passou por alguns incidentes embaraçosos... "Eu ia me cagar na calça e tinha medo de pedir para a professora para deixar a aula. Eu fiquei o dia todo sentado com minha calça cheia de coco."
Quando ele tinha sete anos contraiu meningite e foi hospitalizado por um ano no hospital St. Anne em Highgate. Pelo decorrer desta experiência ele sofria de alucinações, náusea e dores de cabeça. O tratamento administrado pelas enfermeiras envolvia retirar fluido de sua espinha com uma agulha cirúrgica, algo que o deixou com uma curvatura permanente na espinha, e a meningite foi responsável também a dar a ele o que mais tarde descreveria como o "Lydon's stare" (traduzido livremente como "Olhar arregalado de Lydon"). Para ele, essa experiência foi o primeiro passo para a estrada da podridão ("the first step that put me on the road to Rotten.").
Sempre trabalhou com seu pai, Lydon conseguiu seu primeiro emprego aos 10 anos como despachante de minitáxi, algo que manteve por um ano enquanto a família estava com dificuldades financeiras. Ele não gostava de sua escola de secundário, a "Sir William of York Catholic School" em Islington, onde inicialmente foi intimidado, mas por volta dos 14 ou 15 anos de idade "quebrou a casca" e começou a brigar contra o que ele via como a natureza opressiva dos professores, por quem ele sentiu que instigava e encorajava as crianças a serem "anti-qualquer-um-que-não-saia-da-casca".
Complementando suas notas "Zero" seguidas ele teve um briga com seu pai que não gostava de seu cabelo comprido, e então, concordando em cortar, o adolescente não apenas cortou, mas num ato de rebeldia pintou de verde brilhoso.
No crescer de sua adolescência, ele escutava na maioria bandas de rock como Hawkwind, Captain Beefheart, Alice Cooper e The Stooges — bandas que sua mãe também constumava gostar, um fato que de alguma maneira o deixava constrangido — assim como bandas mais mainstream como T. Rex e Gary Glitter.
Aos 15 anos, foi expulso da escola depois de uma briga com um professor, e subsequentemente foi para uma escola estadual, "Hackney and Kingsway Princeton College", onde ficou amigo de John Simon Ritchie, que anos depois ficaria conhecido como "Sid Vicious". Foi Lydon quem deu a ele o apelido, nomeando ele com o nome do hamster de seus pais. Lydon e Vicious começaram a invadir casas na saudável área de Hampstead com um grupo de hippies velhos e deixaram de se preocupar com a escola, que ficava muito longe de onde eles estavam morando. Entretanto, começou a trabalhar em construções durante o verão, emprego no qual seu pai estava disposto a ajudar. Ele também conseguiu um emprego em uma escola infantil em Finsbury Park depois de ser recomendado para o trabalho por amigos. Foi aqui que ele ensinou carpintaria para algumas das crianças mais velhas, mas ele foi eventualmente despedido por causa de reclamações de alguns pais sobre alguém "estranho" com cabelo verde estar ensinando seus filhos.
Lydon e seus amigos, incluindo Sid, John Gray, Jah Wobble, Dave Crowe e Tony Purcell começarama a frequentar alguns clubes noturnos de Londres, como o "Lacey Lady" em Ilford, assim como clubes de reggae que primeiramente era divertimento somente para a comunidade negra, e clubes gays, que eram lugares, de acordo com Lydon, onde você poderia ser você mesmo, ninguém incomodaria você, e eles sempre tinham os melhores discos.

### 1975-1978: Sex Pistols e o movimento punk
Em 1975, Lydon estava entre um grupo de adolescentes que geralmente vadiavam na loja de Malcom Mclaren e Vivienne Westwood chamada SEX. Mclaren retornou de uma breve viagem com a banda americana New York Dolls, e estava trabalhando para promover uma nova banda formada por Steve Jones, Glen Matlock e Paul Cook chamada Sex Pistols. Mclaren ficou impressionado com o visual esfarrapado de John, particularmente seus cabelos cor de laranja e sua camiseta modificada do Pink Floyd (com os olhos dos integrantes recortados e as palavras "I hate"(pt. eu odeio) escritas com caneta hidrográfica acima do logo da banda). Depois de cantar desafinado a música "I'm Eighteen" de Alice Cooper acompanhando o jukebox da loja, Lydon foi escolhido como o frontman da banda.
Em 1977, a banda lançou "God Save the Queen" durante a semana do jubileu de prata da rainha do Reino Unido Elizabeth II.
Lydon tinha interesse em dub music. Mclaren disse que tinha ficado chateado quando Lydon revelou durante uma entrevista de rádio que suas influências incluíam rock progressivo, rock experimental como Magma, Can, Captain Beefheart e Van der Graaf Generator.
Atritos entre Lydon e o baixista Glen Matlock cresceram. As razões para isso são disputadas, mas Lydon diz em sua autobiografia que ele acreditava que Glen era muito colarinho branco e classe média e que Glen gostava de coisas "legais" como os Beatles. Glen diz em sua autobiografia que a maioria das discussões na banda, e entre ele mesmo e Lydon, era orquestradas por Mclaren. Glen saiu da banda, e como substituto, Lydon recomendou seu amigo de escola Sid Vicious. Apesar de Sid ser um músico incompetente, Mclaren concordou que ele tinha o visual que a banda queria: magrelo, pálido, com cabelo espetado, com roupas esfarrapadas e um sarcasmo perpétuo.
A relação caótica de Sid com a sua namorada Nancy Spungen e sua piora no vício em heroína causaram um grande atrito entre os integrantes da banda,
particularmente com Lydon que fazia comentários sarcasticos que exacerbaram a situação. Lydon encerrou a era-Sid Vicious no show em Winterland, São Francisco, datado em janeiro de 1978 com uma retórica pergunta ao público: "Ever get the feeling you've been cheated?", traduzido livremente como: "Já tiveram a sensação de serem traídos?", pouco tempo depois, MClaren, Steve e Paul foram para o Brasil para conhecer e gravar um disco com o famoso ladrão de trem Ronald Biggs. Lydon recusou ir junto, zombando do conceito e sentindo que eles queriam fazer um herói de um criminoso que atacou maquinista e roubou dinheiro da classe operária.
A desintegração dos Sex Pistols foi documentada no documentário satírico e pseudo-biográfico de Julien Temple, "The Great Rock 'n' Roll Swindle", no qual Steve, Paul e Sid eram um personagem. Glen apareceu somente em uma gravação prévia ao vivo e como uma animação e não participou pessoalmente. Lydon recusou ter qualquer coisa a ver com o "The Great Rock 'n' Roll Swindle", sentindo que Mclaren tinha controle demais sobre o projeto. Apesar de ser muito criticado no filme, muitos anos depois ele concordou que Julien Temple dirigisse outro documentário, "The Filth and the Fury" (br: O lixo e a fúria) (2000). Esse documentário inclui novas entrevistas com os membros da banda escondidos em sombras, como se estivessem no programa de proteção de testemunhas. Em um ponto retrata uma emoção não característica de Lydon que perde a fala ao falar sobre a decadência e morte de Sid.

### 1978-1993: Public Image Limited, Time Zone eCopkiller
Em 1978, John fundou o PiL, que durou 14 anos com Lydon sendo o único membro permanente. A banda teve alguma aclamação crítica por seu álbum de 1979 "Metal Box", também conhecido como "Second Edition", e influenciou várias bandas do que viria a ser conhecido mais tarde como movimento de rock industrial. A banda foi louvada por sua inovação e rejeição por formas tradicionais de música. Red Hot Chili Peppers e Massive Attack citam o PiL como influência.
A primeira formação da banda incluía o baixista Jah Wobble e o guitarrista fundador do The Clash, Keith Levene. Eles lançaram os álbuns "Public Image" (também conhecido como "First Issue"), "Metal Box, e "Paris in the Spring" (ao vivo). Jah Wobble saiu da banda e Lydon e Levene gravaram "The Flowers of Romance".
Depois veio "This is what you want... This is what you get" com a participação de Martin Atkins na bateria (ele também participou de "Metal Box" e "Flowers of Romance"), esse disco inclui seu maior sucesso, "This is not a love song", que alcançou a quinto lugar nas paradas em 1983.
Em 1983, Lydon co-estrelou com Harvey Keitel no filme Copkiller (br: A ordem é matar). Enquanto o filme mostrou resultados, Lydon recebeu elogios por seu papel de garoto rico psicótico. Lydon iria atuar novamente muito ocasionalmente depois disso, como com um papel muito pequeno no filme de 2000, The Independent, e como o anfitrião do filme de skate, "Sorry" apresentando o Flip Skate Team.
Em 1984, Lydon trabalhou com a banda Time Zone, no seu mais conhecido single, "World Destruction". Uma colaboração entre John, Afrika Bambaataa e o produtor/baixista Bill Laswell, o single foi um exemplo antigo de rap rock, junto com Run-DMC. A música aparece na coletânea de 1997 de Afrika Bambaataa, "Zulu Groove". John declarou em uma entrevista que a gravação foi muito rápida, que eles entraram em uma sala, colocaram uma batida de bateria em uma máquina e quatro horas e meia depois a "coisa toda" estava pronta.
O single também contava com participação de Bernie Worrell, Nicky Skopelitis e Aïyb Dieng. Todos eles mais tarde tocariam nas gravações do disco "Album" do PiL, inclusive Bill Laswell tocou baixo e produziu o disco. "Album" foi lançado em 1986 (também conhecido como "Compact disc" e "Cassete"). A maioria das faixas foi escrita por John e Bill Laswell. A banda era formada por músicos de estúdio incluindo o baixista Jonas Hellborg, o guitarrista Steve Vai e o baterista do Cream, Ginger Baker. Como o disco anterior, este também trouxe um hit, o hino antiapartheid "Rise".
A apresentação da banda no programa de tv American Bandstand mostrou Lydon desprezando as dublagens e dançando com as pessoas da plateia.
Em 1987 uma nova formação consistia em Lydon, o guitarrista John McGeouch (ex-integrante das bandas Magazine, Siouxsie & The Banshees e The Armoury Show), Alan Dias, no baixo, e, na bateria, Bruce Smith e Lu Edmunds. Essa formação lançou "Happy?", e todos, exceto Lu Edmunds, lançaram o disco "9", em 1989.
Em 1992, Curt Bisquera e Gregg Arreguin se juntaram à banda, tocando bateria e guitarra, respectivamente, para o álbum "That what is not". Esse álbum também contava com a participação de Tower of Power em duas músicas, e de Jimmie Wood, na harmônica. Nessa época a banda escreveu a música "Criminal" para o filme Point Break.
Em 1993, Lydon decidiu dar um intervalo indefinido ao PiL. Voltaram somente em 2009 com uma turnê pelo Reino unido, começando com um show em 15 de dezembro, na 02 Academy em Birmingham. A data coincide com o aniversário de 30 anos do lançamento do disco "Metal Box". Em 2010, começaram uma turnê pela Europa em julho.

### 1993-2006: Disco solo, autobiografia e status de celebridade
Em 1993, a primeira autobiografia de John, "Rotten: No Irish, No Blacks, No Dogs", foi publicada. Com o auxílio de Keith e Kent Zimmerman, e com contribuições de pessoas incluindo Paul Cook, Chrissie Hynde, Billy Idol e Don Letts. O livro cobre sua vida até o fim dos Sex Pistols. Descrevendo o livro, ele disse que é o mais perto da verdade que qualquer um pode chegar, lembrando dos fatos do passado, todas as pessoas no livro estavam lá realmente, e esse livro é muito mais um ponto de vista delas do que meu. Em dezembro de 2005, Lydon disse à Q que ele estava trabalhando em uma segunda autobiografia para cobrir os anos de PiL.
Em meados dos anos 1990, Lydon apresentava o Rotten Day, uma peça dramática de rádio diária, escrita por George Gimarc. O formato do programa era como uma resenha de eventos ocorridos, no dia da transmissão, no campo da música pop e da cultura, sobre os quais Lydon fazia comentários cínicos.
Em 1997, John Lydon lançou o disco solo "Psycho's Path" pela Virgin Records, para o qual escreveu todas as músicas e tocou todos os instrumentos. Em uma das músicas, "Sun", ele canta através de um rolo de papel higiênico. O disco não teve boa  vendagem e teve críticas variadas. A versão americana inclui um remix de Letfield da música "Open up", dos Chemical Brothers, com vocais de Lydon. A canção pode ser ouvida durante o menu  do jogo de computador All Star Baseball 2000 (Acclaim Enterteinment). A música também virou hit em clubes nos EUA e na Inglaterra. Lydon gravou um segundo disco solo, mas não foi lançado. Apenas uma música do disco foi lançada no The Best of British £1 Notes.
Em novembro de 1997, John apareceu em Judge Judy brigando em um processo contra seu baterista Robert Williams por quebra de contrato, ataque e agressão física. Lydon ganha o caso, apesar de a juíza Judith Sheindlin não ter ficado muito impressionada com o jeito bizarro de Lydon e ter mandado ele ficar em silêncio algumas vezes.
Em 2000, John apresentou o programa "Rotten TV" pelo canal VH1. O programa oferecia seus comentários ásperos sobre a política americana e cultura pop. Em uma das apresentações ele zombou de Neil Young por não ter aparecido no programa, debochando da maneira de cantar de Neil Young e apontando que Young certa vez o proclamou como "O Rei" na música "Hey Hey, My My".
Em 2003 apareceu como participante de uma mesa redonda em um episódio do programa "Belzer Connection" (Richard Belzer) sobre teoria da conspiração. O episódio colocou em questão de a conspiração estar envolvida na morte da Princesa Diana. Lydon colocou como seu ponto de vista de que se a família real britânica quisesse assassinar alguém, eles já teriam se livrado dele há muito tempo.
Em janeiro de 2004, John apareceu no reality show "I'm a celebrity... Get me out of here!" feito na Austrália. Ele provou que ainda possui a capacidade de chocar, chamando os espectadores do programa de fucking cunts durante as transmissões ao vivo. A reguladora de televisão e o canal que reproduzia o programa, a ITV receberam 91 reclamações sobre o linguajar de John.
Em fevereiro de 2004, em entrevista ao jornal escocês Sunday Mirror, John disse que ele e sua esposa, "deveriam estar mortos" desde 21 de dezembro de 1988, e que, graças ao atraso de sua mulher ao fazer as malas, eles perderam o voo da PanAm, que foi alvo de um atentado (o avião explodiu no ar). Durante essa entrevista, John disse que a real razão por ter saído do reality show, foi o medo provocado pelo incidente com avião da Pan Am e a apavorante recusa dos criadores do programa de dizerem se sua mulher tinha chegado em segurança à Austrália. Em uma entrevista prévia ao primeiro episódio do programa, ele o  descreveu como "idiota", e durante o programa mostrou uma atitude de desinteresse em continuar, além de ter ameaçado sair para rua em inúmeras ocasiões. Trinta horas após a saída do ex-astro de futebol americano, Neil Ruddock, John saiu do programa por razões não reveladas, apesar de estar visivelmente furioso com a atriz Katie Price. Os jornais britânicos alegaram que Lydon venceu uma aposta de £100 com Ruddock para ver quem continuava por mais tempo no programa. Lydon, por sua vez, disse à imprensa que sentiu que iria vencer o programa de qualquer maneira, o que teria sido injusto com as outras celebridades.
Depois do reality show, Lydon apresentou um documentário sobre insetos, intitulado John Lydon's Megabugs, que foi exibido no Discovery Channel. Radio Times o descreveu como um entusiasta, mais do que um expert. Ele ainda veio a apresentar outros dois programas: John Lydon Goes Ape, no qual ele procurava gorilas na África Central, e John Lydon's Shark Attack, no qual ele nadou com tubarões, na África do Sul.
Em 2005, Lydon apareceu em Reynebeau & Rotten, um documentário de cinco episódios, no canal Canvas, no qual guiava o jornalista Marc Reynebeau pela Grã-Bretanha, em um chauffeured (modelo de carro Rolls-Royce), indo a lugares tipicamente britânicos. Quando perguntado por que ele havia sido escolhido como guia, John respondeu que ele era o mais barato disponível. Depois de o programa ter ido ao ar, John reclamou, em uma entrevista de uma popular revista belga (HUMO), que estava muito insatisfeito com a maneira com que fizeram a pós-produção e furioso com o jeito com que eles o apresentaram no programa. Disse que os criadores mostraram principalmente seu humor e palhaçadas, em vez de se concentrarem nas suas opiniões pessoais e nas discussões filosóficas que tivera com Marc Reynebeau. Ficou mais furioso ainda por a produção ter usado músicas do catálogo do Sex Pistols sem consultar os membros remanescentes da banda, inclusive ele próprio.
No final de 2008, John apareceu em uma capanha publicitária para a Country Life, uma marca popular de manteiga, na televisão britânica. John foi fortemente zombado como vendido por esse ato. John se defendeu dizendo que participou da campanha declarando que a principal razão pela qual aceitou a oferta foi para levantar fundos para reformar o Public Image Ltd. sem um contrato com gravadora. A campanha se mostrou muito bem sucedida, com vendas acima da média atingindo 85% no trimestre seguinte, ao que muitos na mídia atribuíram à presença de John.

### 2006-2009: Sex Pistols revival

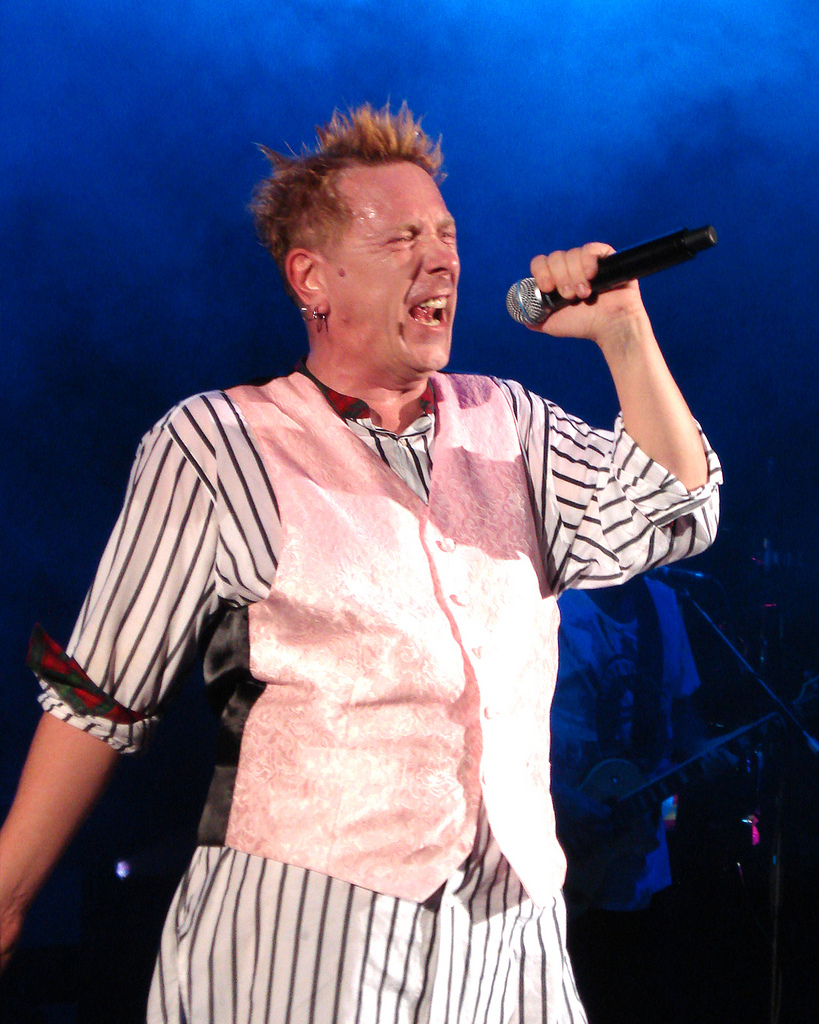
John Lydon (2008)

Apesar de John passar anos negando furiosamente que o Sex Pistols tornariam a tocar juntos, a banda se reuniu (com Glen Matlock no baixo) nos anos 90, e continua se apresentando ocasionalmente. Em 2004, John recusou que a gravadora Rhino Entertainment incluísse qualquer música dos Sex Pistols no box set No Thanks!:The 70's Punk Rebellion. Em 2006, o Rock and Roll Hall of Fame indicou o Sex Pistols, mas a banda se recusou a ir à cerimônia ou reconhecer a indicação, reclamando que foi pedido a eles uma grande soma de dinheiro para comparecer. e declarando que isso ia contra tudo que a banda representa.
Em junho de 2007, John, Steve e Paul regravaram "Preety Vacant" em um estúdio em Los Angeles para o vídeo game "Skate". Também regravaram "Anarchy in the UK" para o vídeo game "Guitar Hero III: Legends of Rock". Em setembro de 2007, Lydon anunciou que os Sex Pistols iriam fazer um show para celebrar os 30 anos de "Nevermind the Bollocks" na Brixton Academy em Londres dia 8 de novembro. Devido à grande demanda, foram marcados mais 4 shows extra, assim como outros shows em Manchester e Glasgow.
Os Sex Pistols se apresentaram no festival Isle of Wight em 2008 como banda principal na noite de sábado. Também participaram no mesmo ano dos festivais: Peace and Love na Suécia, Electric Picnic na Irlanda, Live at Loch Lomond na Escócia, Heineken e Open'er Festival na Polônia, Paredes de Coura em Portugal, Traffic Free Festival na Itália e Exit Festival na Sérvia.

### 2009 - Reforma do PiL
Em setembro de 2009 foi anunciado que o PiL seria reformado, incluindo membros antigos como Bruce Smith e Lu Edmonds, para um número de shows de Natal no Reino Unido. Lydon financiou a reunião usando dinheiro que ganhou fazendo propagandas de televisão para uma marca de margarina. "O dinheiro que ganhei daquilo agora se foi completamente na reforma do PiL", disse Lydon.

## Vida pessoal

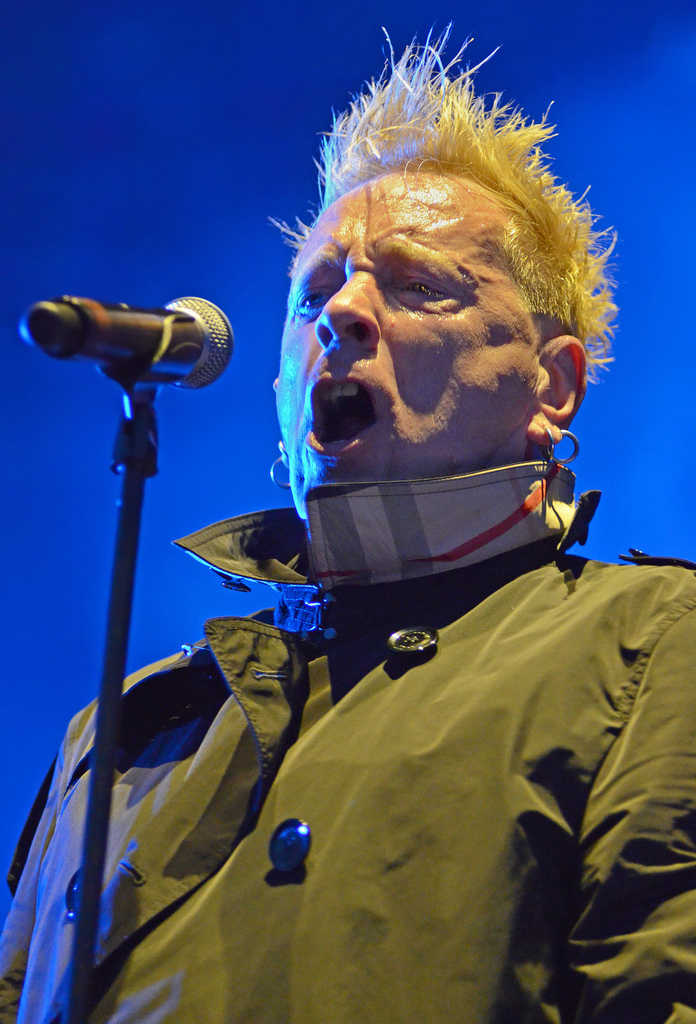
John Lydon, Primavera Sound Festival 2011

John foi casado com Nora Forster até 2023 quando Nora morreu, uma publicitária da Alemanha. Ele é padrasto da filha de Forster, Ari Up, que foi a cantora de uma influente banda pós-punk chamada The Slits. Mora atualmente em Los Angeles, Califórnia. Seus pais o criaram sob a religião católica, e levavam ele e seus irmãos à missa, mas ele diz que nunca teve qualquer adoração por epifanías ou pensou que Deus tem algo a ver com a ocorrência sombria chamada vida. Garante que manterá suas crenças ateístas para o resto da vida.
Desde que deixou os Sex Pistols, Lydon aumentou substancialmente a fortuna acumulada ao longo da carreira artística (tanto nos Sex Pistols como no PiL), mediante o desenvolvimento de propriedades e de vários outros fluxos de renda. Atualmente (2024), seu patrimônio líquido é estimado em aproximadamente USD 30 milhões.
Lydon é fã de Oscar Wilde desde que estudou o autor na escola. Em sua autobiografia, diz que Wilde era brilhante e que foi uma grande atitude se tornar o maior homossexual da Terra em um tempo em que isso era completamente inaceitável.

## Discografia
Todas as posições de parada referem-se ao Reino Unido.

### Sex Pistols
"Albuns de estúdio"
- Never Mind the Bollocks, Here's the Sex Pistols (Virgin, 1977) Platinum

"Coletâneas e discos ao vivo"
- The Great Rock 'n' Roll Swindle Soundtrack (Virgin, 1979)
- Some Product: Carri On Sex Pistols (Virgin, 1979)
- Kiss This (Virgin, 1992)
- Never Mind the Bollocks / Spunk (aka This is Crap) (Virgin, 1996)
- Filthy Lucre Live (Virgin, 1996)
- The Filth and the Fury (Virgin, 2000)
- Jubilee (Virgin, 2002)
- Sex Pistols Box Set (Virgin, 2002)

"Singles"
- "Anarchy in the UK" - 1976 #38
- "God Save the Queen" - 1977 #2
- "Pretty Vacant" - 1977 #6
- "Holidays in the Sun" - 1977 #8
- "(I'm Not Your) Steppin' Stone" - 1980 #21
- "Anarchy in the UK" (re-issue) - 1992 #33
- "Pretty Vacant" (live) - 1996 # 18
- "God Save the Queen" (re-issue) - 2002 # 15

### Public Image Ltd.
"Albuns de estúdio"
- First Issue (Virgin, 1978), #22
- Metal Box (a.k.a. Second Edition) (Virgin, 1979) #18, US #171
- Flowers of Romance (Virgin, 1981) #11, US #114
- Commercial Zone (PiL Records, 1983)
- This Is What You Want... This Is What You Get (Virgin, 1984)
- Album (Virgin, 1986)
- Happy? (Virgin, 1987)
- 9 (Virgin, 1989)
- That What Is Not (Virgin, 1992)

"Coletâneas e discos ao vivo"
- Paris in the Spring (Paris au Printemps) (Virgin, 1980)
- Live in Tokyo (Virgin, 1983)
- The Greatest Hits, So Far (Virgin, 1990)

"Singles"
- "Public Image" - 1978 #9
- "Death Disco" - 1979 #20
- "Memories" - 1979 #60
- "Flowers of Romance" - 1981 #24
- "This Is Not a Love Song" - 1983 #5
- "Bad Life" - 1984 #71
- "Rise" - 1986 #11
- "Home" - 1986 #75
- "Seattle" - 1987 #47
- "The Body" - 1987 #100
- "Disappointed" - 1989 #38
- "Don't Ask Me" - 1990 #22
- "Cruel" - 1992 #49

### The Lydons and The O'Donnells
"Albuns de estúdio"
- "Family Album" (MBC records, 1986)

### Time Zone
"Single"
- "World Destruction" - 1984

### Solo
"Albuns de estúdio"
- Psycho's Path (Virgin, 1997)

"Coletâneas"
- The Best of British £1 Notes (Lydon, PiL & Sex Pistols) (Virgin/EMI, 2005)

"Singles"
- "Open Up" (com Leftfield) – 1993 – #11 UK
- "Sun" – 1997 – #42 UK